# سويد بن أبي كاهل
سويد بن أبي كاهل  هو سويد بن كاهل بن حارثة بن حسل بن مالك بن عبد سعد بن جشم بن ذبيان بن كنانة بن يشكر وذكر خالد بن كلثوم أن اسم أبي كاهل شبيب، ويكنى سويد أبا سعد. شاعر مقدام مخضرم ، عاش في الجاهلية دهرا وعمر في الإسلام طويلا، عاش إلى ما بعد سنة 60 هجرية، كان يسكن بادية العراق، وسجن بالكوفة.

## ومن قصائده
من أهم قصائده قصيدة يهجو فيها بني شيبان لأخذ ماله:
وقال الزبيدي في تاج العروس "والفرع ع بين البصرة والكوفة قال سويد بن أبي كاهل
"حل أهلي حيث لا أطلبها \\ جانب الحصن وحلت بالفرع".

### عينية سويد بن أبي كاهل
وتتألف القصيدة العينية من مائة وثمانية أبيات، ويقول طه حسين عنها: "هَذِه المُطَوَّلة البديعة مِنْ أَرْوع الشعر العربي وأرقاه، ومن أعذبه وأحسنه موقعًا في السمع ومسلكًا إلى النفس، وإذا كان شعر صاحبها قد ضاع؛ فإنَّها تكاد تغني عما ضاع من شعره؛ لأنها تصور مذهبه في الشعر، وحظه من إجادته تصويرًا قويًّا واضحًا؛ ذلك لأنها جمعت ألوانًا من فنون الشعر التي كان يطرقها القدماء، وأكبر الظن أنها جمعت فنون الشعر التي كان يطرقها سويد نفسه، ففي القصيدة غزل طويل مُكَرَّرٌ، وفي القصيدة وَصْفٌ، وفيها فَخْرٌ بِقَوْمِهِ، وفيها فخر بنفسه، وفيها بعد ذلك هجاءٌ لخصومه ومنافسيه، وما أَظُنُّه طَرَقَ فنًّا آخر غير هذه الفنون، إلا أن يكون المدح الذي يغني عنه الفخر أحسن الغناء".